# Château de Tustal
Le château de Tustal est un château et domaine viticole situé à Sadirac, en Gironde. Il est inscrit au titre des monuments historiques depuis 2008.

## Localisation
Le château est situé sur la commune de Sadirac, dans la région girondine de l'Entre-deux-Mers.

## Historique
Le château fut la propriété de la famille Journu.
En 1791, le richissime armateur bordelais Bernard Journu-Auber achète l'ex-baronnie de Calamiac, devenue château de Tustal, pour la somme de 250 000 livres tournois (équivalent à 4,2 millions d'euros actuels).
Sur place, il mène une tentative d'élevage de moutons mérinos, dont la laine servait à confectionner les uniformes des militaires, pour éviter aux armées françaises d'acheter en Espagne. Cette expérience capotera.
Au début du XXe siècle, le domaine est la propriété de l'homme politique Jacques Piou, qui fut maire de Sadirac.
Le domaine appartient aujourd'hui au comte et à la comtesse d'Armaillé.

## Description
La partie la plus ancienne remonte au 17ᵉ siècle. La première cour a été fermée au 18ᵉ siècle. La seconde cour a été ajoutée au 19ᵉ siècle, également fermée par des communs. Le logis se présente comme un grand bâtiment rectangulaire avec deux petites ailes en retour d'équerre côté cour, prolongées par des communs. La façade arrière est flanquée de deux pavillons carrés. Des jardins entourent le château. Au nord, un grand potager-fruitier précède une ancienne charmille. Devant la façade arrière, un jardin régulier en terrasse domine la vallée et le bois de chênes sur lequel ouvre un nymphée.

## Protection patrimoniale
Le château avec ses deux petites ailes en retour d'équerre, ses intérieurs, les communs fermant les deux cours, les cours et le portail d'entrée, les jardins, la terrasse et le nymphée, le bois avec sa pièce d'eau, font l'objet en totalité d’une inscription au titre des monuments historiques depuis le 16 décembre 2008.

## Le gisant du chevalier au lion couronné
Dans le parc du château se trouvait le gisant d'un chevalier datant du XIIIe siècle. En 2000, le propriétaire l'a déposé au Musée d'Aquitaine pour qu'il soit étudié et restauré. Il s'agirait probablement d'un chevalier de Curton, identifié grâce au lion couronné ornant son écu.
En 2022, ses propriétaires, le comte et la comtesse d'Armaillé, ont fait savoir qu'ils souhaitaient vendre le gisant. Un appel au don a été lancé par le Musée d'Aquitaine pour acquérir le gisant, dont les experts estime la valeur à 200 000 euros.

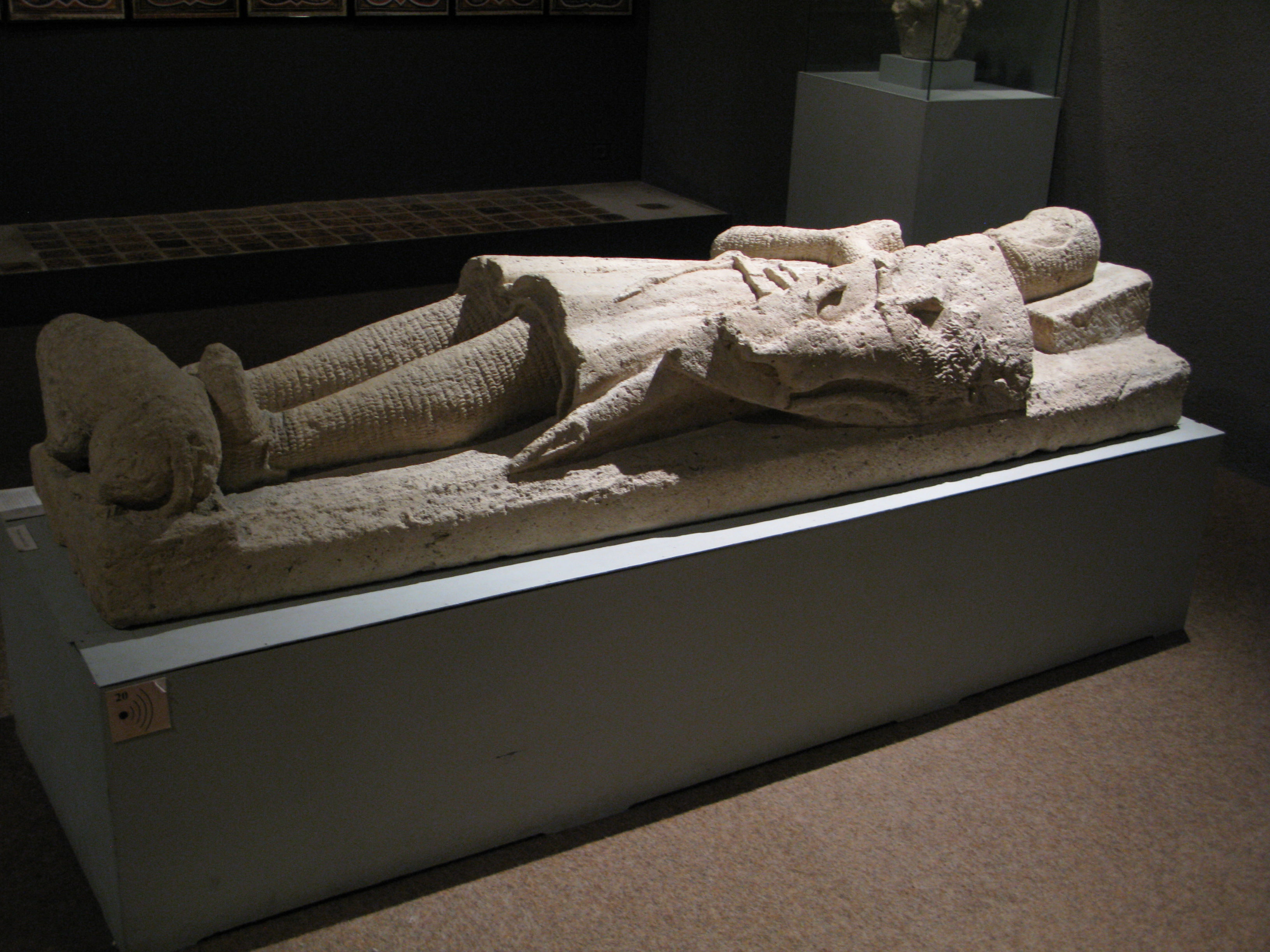
Le gisant du chevalier de Curton, Musée d'Aquitaine.

## Galerie

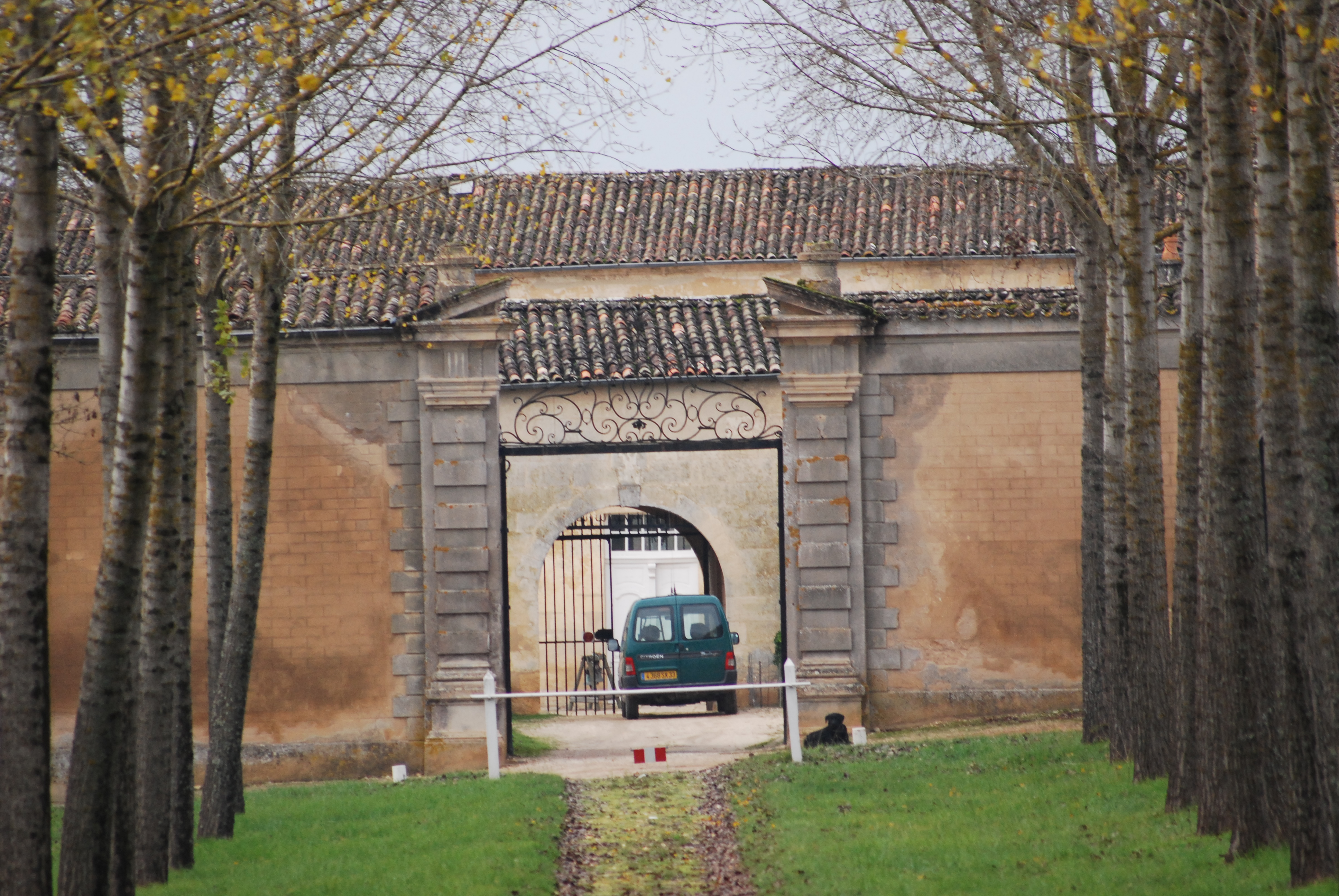
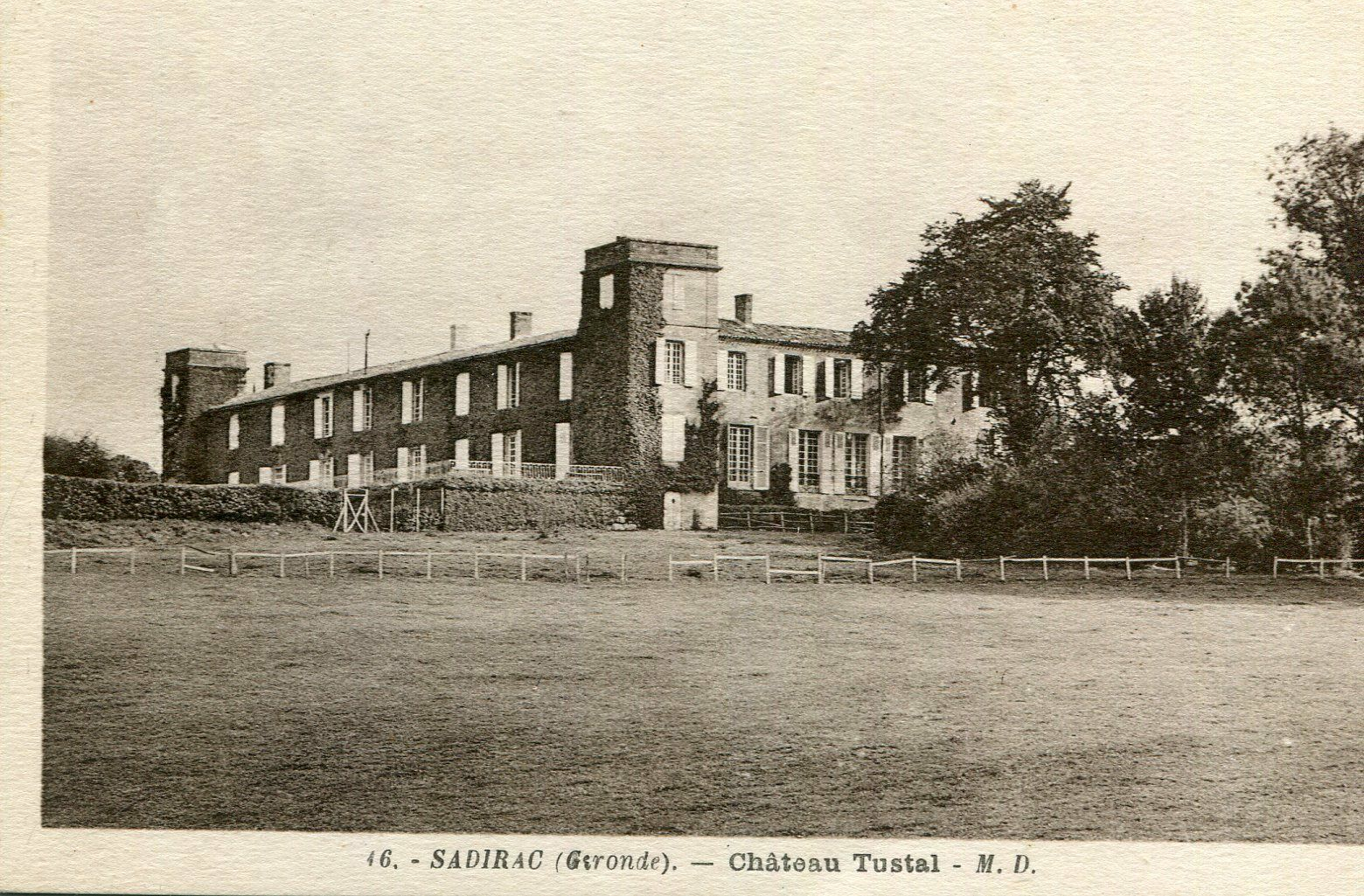
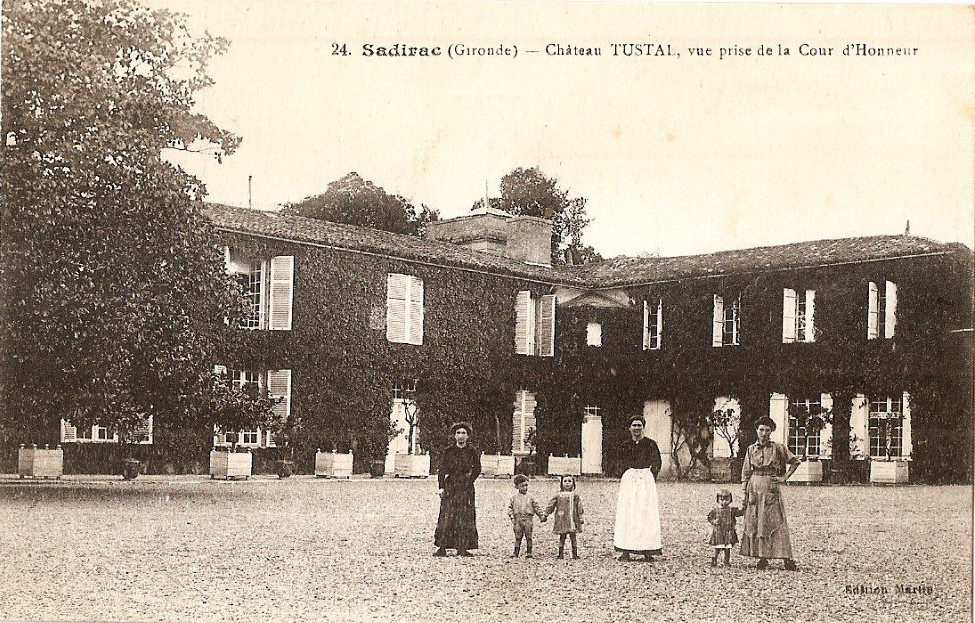